# Anagyrus agraensis
Anagyrus agraensis är en stekelart som beskrevs av Saraswat 1975. Anagyrus agraensis ingår i släktet Anagyrus och familjen sköldlussteklar. Inga underarter finns listade i Catalogue of Life.